# Stuhlmannia moavi
Stuhlmannia moavi é uma espécie vegetal da família Fabaceae.
Pode ser encontrada nos seguintes países: Quénia, Madagáscar e Tanzânia.
Está ameaçada por perda de habitat.